# Pyruvate déshydrogénase
La pyruvate déshydrogénase (ou PDH) — à ne pas confondre avec la pyruvate décarboxylase bien qu'on l'appelle parfois également ainsi — est la première des trois enzymes du complexe pyruvate déshydrogénase (PDC), constitué d'une décarboxylase, d'une acétyltransférase et d'une oxydoréductase intervenant séquentiellement pour catalyser la décarboxylation oxydative du pyruvate en acétyl-CoA, réaction qui assure notamment la liaison entre la glycolyse et le cycle de Krebs. Les autres enzymes de ce complexe sont la dihydrolipoamide S-acétyltransférase (E2) et la dihydrolipoyl déshydrogénase (E3).
La PDH est inhibée par la PDHK (ou pyruvate déshydrogénase kinase).

## Le complexe pyruvate déshydrogénase
La réaction globale catalysée par le PDC est la suivante :
|          | + CoA-SH + NAD+ → NADH + H+ + CO2 + |            |
| Pyruvate |                                     | Acétyl-CoA |

Le mécanisme de cette réaction est assez complexe, et peut être résumé par le schéma simplifié ci-dessous :

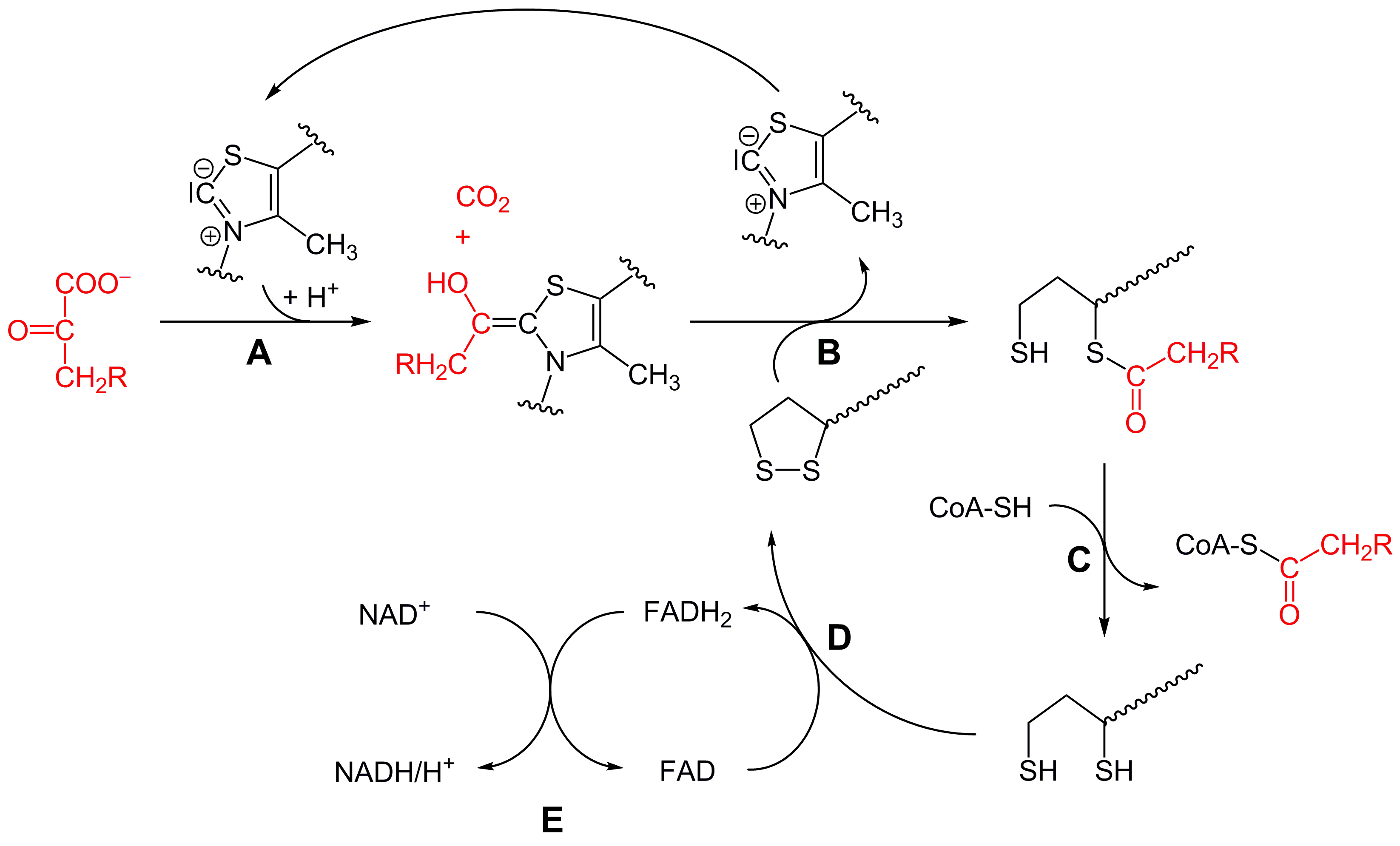
Mécanisme réactionnel du complexe pyruvate déshydrogénase (R = H sur ce schéma) :
- la pyruvate déshydrogénase (E1) catalyse les étapes A et B avec la thiamine pyrophosphate (TPP),
- la dihydrolipoamide S-acétyltransférase (E2) catalyse l'étape C avec le lipoamide et la coenzyme A (CoA-SH),
- la dihydrolipoyl déshydrogénase (E3) catalyse les étapes D et E avec la FAD et la NAD^{+}.

## La pyruvate déshydrogénase
La pyruvate déshydrogénase proprement dite (E1) catalyse deux réactions successives : la décarboxylation du pyruvate avec la thiamine pyrophosphate (TPP) comme cofacteur, et l'acétylation du lipoamide, ce dernier étant lié à la dihydrolipoamide S-acétyltransférase (E2).
|                              |  |           |
| Thiamine pyrophosphate (TPP) |  | Lipoamide |

Le mécanisme de cette réaction peut être schématisé comme suit :
La forme de résonance ylure de la thiamine pyrophosphate (TPP) commence par attaquer la cétone électrophile du pyruvate. L'intermédiaire β-alcoolate se décarboxyle par la suite en un énol déprotoné sur l'atome de carbone pour former un dipôle 1,3 stabilisé avec un atome d'azote chargé positivement dans l'hétérocycle de la thiamine. Ce dipôle 1,3 est acétylé par le lipoamide lié à un résidu de lysine de la dihydrolipoamide S-acétyltransférase (E2).
La TPP est activée sur la pyruvate déshydrogénase par liaison covalente à un résidu glutamate (Glu-59 chez l'homme) en imposant une conformation en V dans laquelle l'atome N4' du cycle aminopyrimidine — le même cycle que celui de la cytosine — établit un pont hydrogène intramoléculaire avec l'atome C2 du groupe thiazole.